# Trichorhina minima
Trichorhina minima är en kräftdjursart som beskrevs av Helmut Schmalfuss och Franco Ferrara 1978. Trichorhina minima ingår i släktet Trichorhina och familjen myrbogråsuggor. Inga underarter finns listade i Catalogue of Life.